# Никола Недев
Никола Димитров Недев е български офицер, генерал-майор, военен историк и политик. Министър на вътрешните работи и народното здраве на България в третото и четвъртото правителство на Георги Кьосеиванов в периода 14 ноември 1938 – 15 февруари 1940 г.
Братовчед на ген.-лейт. Никола Михов и на ген.-майор Иван Иванов – тримата са потомци на рода Моллови.

## Биография

### Произход и образование
Роден е на 7 юли 1886 г. (20 юли 1886 г. – нов стил) в гр. Велико Търново в семейството на Димитър поп Недев Михов и съпругата му Мария поп Маркова Стоянова Недева. Баща му е възрожденски учител и дългогодишен секретар на Н.В. Преосвещенство св. Търновски Иларион Макариополски, а след неговата кончина през 1875 г. и на Митрополит Климент Търновски – Васил Друмев.
Никола Недев завършва основно образование в родния си град. Увлича се по рисуването и скулптурата, като мечтата му е да учи архитектура. Тъй като в България все още няма факултет по архитектура, Никола се насочва към желаната по това време професия на военен и се записва във Висшето военно училище в София. Завършва като отличник на 27-и артилерийски випуск на 15 август 1907 г. и с първи офицерски чин – подпоручик е назначен за взводен командир на 5-и артилерийски полк в Шумен. На 1 януари 1908 г. е назначен в Софийския крепостен батальон на длъжност взводен командир. Воден от стремежа за самоусъвършенстване Никола Недев решава да продължи образованието си в елитна европейска военна академия. През септември 1911 г. печели с отличие конкурсен изпит във Висшата военна академия „Екол д’ьо Гер“ в Брюксел, Белгия. Същата година сключва брак с Цветанка Гаврилова Грозданова (1892 – 1984) – дъщеря на народния представител, юрист и запасен майор Гаврил Грозданов. Двамата заминават за Брюксел, където той следва в Генерал-щабната академия, а тя – пиано в музикалната академия. Семейство Недеви имат две деца: дъщеря Руска Недева-Куцуоглу (1915 – 2010) и син Димитър Недев (1916 – 1980).

### Професионална кариера

#### Балканска война (1912 – 1913)
След като противоречията между съюзените балкански държави (България, Сърбия, Гърция и Черна гора) и Османската империя се оказват нерешими с политически и дипломатически средства, започва война между тях. Българската войска мобилизира за няколко дни, от 17 септември 1912 г. с буен, неудържим ентусиазъм, около 600 000 души, от които 350 000 са на фронта със 700 оръдия. Мобилизираните войски на Сърбия, Черна гора и Гърция са общо 295 000 души с 648 оръдия. В българската войска постъпват като доброволци много писатели, художници, скулптори, артисти. В редовете на войската са зачислени и 14 760 души от Македония и Одринска Тракия, които са организирани в дружини и бригади на т.нар. Македоно-Одринско опълчение, с командир генерал-майор Никола Генев. На 5 октомври 1912 г. започва Балканската война. Поручик Никола Недев се представя в Софийския крепостен батальон и поема командването на 3-та батарея от лекото обсадно отделение. Командир на батальона е подполковник Стефан Славчев. Този артилерийски полк спада към Втора българска армия (командващ генерал-лейтенант Никола Иванов), която се насочва и обкръжава Одринската крепост, защитавана от „ферик“ (“железния“) Мехмед Шукри паша. Офицерите от ръководството на Втора армия – генерал-лейтенант Никола Иванов и генерал-майор Георги Вазов, полковник Никола Жеков, майор Иван Вълков и др., както и командващият Първа българска армия генерал-лейтенант Васил Кутинчев застъпват мнението, че само с открит щурм трябва да се превземе укрепеният Одрин, а не както смята Главното командване (генералите Михаил Савов, Иван Фичев, Радко Димитриев и др.), че Одрин ще капитулира от глад. Този щурм се провежда от наши и сръбски части, с командващ генерал Степан Степанович в Източния сектор от 11 до 13 март 1913 г. под общото командване на генерал-майор Георги Вазов. За негов адютант е назначен поручик Недев. След превземането на неприятелските позиции в този сектор (Маслак, Сапунджилар, Ескикумлек и др.) и на фортовете Яйваз-баба, Хаджи-олу, Кастенлък и др., Одринската крепост капитулира на 13 март 1913 г. Шукри паша е пленен и е представен на генерал-лейтенант Никола Иванов и на Н.В. цар Фердинанд Първи, а българските полкове минават в церемониален марш пред своите генерали. Този момент е може би един от най-щастливите и неповторими мигове от живота на българските войни в Балканската война, респективно и в живота на поручик Недев. В световната преса са поместени много материали за победата на българската армия, особено по отношение на тактиката, водена от българските командири, тъй като Одринската крепост се е считала за непревземаема.
Учение в Брюксел и мобилизация
След края на Балканската война Никола Недев за кратко отново се връща в Брюксел, за да продължи висшето си образование. Курсът на обучение е променен и допълнен със знанията от опита на българската войска при Одрин, след като Никола Недев е поканен от ръководството на университета да запознае колегите и преподавателите си със стратегията и тактиката на нашата армия. Превземането на Одрин получава широк отзвук в цял свят и темата е добавена в изпита, с който офицерите завършват Висшата военна академия „Екол д’ьо Гер“ в Брюксел. Когато започва Първата световна война през 1915 г. е назначен за командир на батарея в Шуменския крепостен батальон с командващ Петко Вълчанов. На 1 август 1914 г. Н.В. цар Фердинанд Първи подписва Указ за създаването на Военно-историческа комисия към Щаба на войската. Пред пролетта на 1915 г. капитан Недев е преместен в София и е назначен за подпредседател на тази комисия.

#### Първа световна война (1914 – 1918)
Първата световна война (тогава наричана Голямата война) започва през 1914 г. между 2 групировки от държави: Антантата или Съглашението (Франция, Великобритания, Руската империя, Сърбия и др.) и Централните сили или Тройния съюз (Германия, Австро-Унгария, Османската империя и от 14 октомври 1915 г. Царство България). Войната завършва на 3 октомври 1918 г. с капитулация на Централните сили.
На 23 септември 1915 г. в страната е обявена обща мобилизация, а на 14 октомври 1915 г. е обявена война на Кралство Сърбия. Водят се сражения и с френски и английски войски в Македония до края на ПСВ. На 1 септември 1916 г. започва войната ни с Кралство Румъния и с помагащата и Руска империя. През 1918 г. след пробива в Добро поле и последващото Солунско примирие, на 29 септември 1918 г. Царство България капитулира. Ньойският мирен договор се подписва на 27 ноември 1919 г., а се ратифицира на 9 август 1920 г. Загубите ни при завършване на войната са: 105 000 убити, над 150 000 ранени /от тях 60 000 остават инвалиди/. Материалните разходи за военните действия са 7 млрд. лева, а стопанските загуби и дълговете от Ньойския договор – 100 млрд. лева. С началото на мобилизацията през септември 1915 г. капитан Никола Недев е назначен за офицер за поръчки в щаба на 8-а дивизия в Стара Загора. През започналата война той служи в щаба на същата дивизия, а в боевете при Тутракан командва батарея. През юли 1916 г. е назначен за командир на новосформираща се гаубична батарея във 2-ри тежък артилерийски полк (с командир полковник Ангел Ангелов), с който взема участие при операциите в Добруджа. След една тежка операция от апендисит е назначен в бреговата артилерия на гр. Варна. В края на 1917 г. Недев е назначен за командир на батарея, след което е началник на оперативната секция в 9-а пехотна плевенска дивизия на Дойранските позиции където през 1918 г. завършва войната. Като адютант на ген. Владимир Вазов заедно с щаба на дивизията се прибира в Плевен.
След Първата световна война
На 16 юни 1919 г. майор Недев е назначен за помощник-началник на историческото отделение в щаба на армията. Тази длъжност се доближава най-много до призванието му. Сега той ще има възможност да събере и подреди материалите за книгите, които е замислил да напише за прославените български бойци. В началото на 1920 г. е делегиран за военен представител на правителството към Окупационната комисия в България за контролиране разпоредбите на Ньойския договор (определяне на територията, границите, репарациите, разоръжаване и т.н.). Правителството се спира на Никола Недев като доказано честен и храбър военен, патриот, владеещ 4 европейски езика. Благодарение на неговия такт и умение за водене на преговори, освен смекчаващи условия за България, той издейства и малка териториална облага при определяне на границата с Гърция, като я премества с няколко километра в полза на България.
През 1922 г. той с незавършилите военните академии в Петербург, полага специален изпит, представя своята дисертация и след защитата ѝ му се признава правото на завършил Генерал-щабна военна академия. Същата година е назначен в Генералния щаб, като същевременно изнася лекции по военна история във Военното училище. След Деветоюнския преврат от 1923 г. подполковникът от запаса Дамян Велчев (един от организаторите на Военния съюз, а от 1927 г. – политически кръг „Звено“) е върнат във войската и е назначен за помощник-началник на Военното училище – а от 1927 г. и за началник. Възмутен от липсата на военна дисциплина при това назначение, Никола Недев отказва да бъде преподавател във Военното училище и приема предложението за работа като редактор на военните издания. Избрал отново бойната служба, подполковник Недев от 25 август 1923 г. до 13 септември 1924 г. е командир на 18-и пехотен етърска дружина във Велико Търново. През септември 1924 г. е назначен за началник на тактическата подготовка в щаба на 1-ва пехотна дивизия – София и едновременно преподавател във Военната академия. През 1925 г. е назначен за началник на секция в Щаба на войската, а през 1927 г. – за началник-щаб на 1-ва Софийска дивизия.
От 1925 г. до 1928 г. подполковник Никола Недев е ръководител на Военното разузнаване. С указ №176 ог 27 декември 1891 г. се създава учебно бюро, осигуряващо военна информация. Така се поставя началото на изграждане на апарата на военните аташета. През 1903 г. се създава на негово място Информационна бюро, което организира получаване и използване на информация и от закрит характер. През 1907 г. (указ №190 от 31 декември 1907 г.) то е преобразувано в Разузнавателна секция към Оперативното отделение на Щаба на войската. На него се подчинява апаратът на военните аташета. (Указът влиза в сила от 12 януари 1908 г. – по нов стил, датата е обявена с министерска заповед № ОХ-49 ог 11 февруари 1997 г. за официален празник на военното разузнаване).
Литературна дейност
На Дойранските позиции у Недев се ражда идеята да увековечи в книга подвига на плевенските полкове. През 1921 г. Никола Недев издава на балгарски език книгата „Дойранската епопея: 1915 – 1918 г.“ С Дойранската епопея българското войнство доказа на света и на гордия Албион, че не може да бъде сразен народ, който се бори за идеала на Освобождение и Обединение. „Дойранската епопея“ е една от най-хубавите книги – апотеоз на героизма, храбростта и родолюбието на българските войни през Първата Световна война. Описана е победната битка на 9-а пехотна Плевенска дивизия, с командир генерал-майор Владимир Вазов, както и полковете, които влизат в нейния състав:
- 4-ти Плевенски пехотен полк /армейски резерв/ с командир подполковник Георги Танев /към 1.10.1915 г./
- 17-и Доростолски полк с командир подполковник Емануил Павлов /към 1.10.1915 г./
- 33-ти Свищовски полк с командир подполковник Константин Попов /към 1.10.1915 г./
- 34-ти Троянски пехотен полк /дивизионен резерв/ с командир подполковник Пано Маринов /към 1.10.1915 г./
- 57-и Драмски пехотен полк с командир подполковник Димитър Икономов /към 1.10.1915 г./
- 58-и Гюмюрджински пехотен полк с командир подполковник Стефан Тороманов /към 1.10.1915 г./

Тези български войски са се сражавали в Южния фронт по Вардарското направление срещу съглашенските войски /френски, английски, руски, сръбски и гръцки/ с командващи: френските генерали Сарай /от 1915 г./ и Франше д’Епере /от 1918 г./, генерал Милн и др., през цялото време от 1915 до 1918 години. Показана е ролята на командващия генерал-майор Владимир Вазов за изграждането на: главна и втора позиция, огневи артилейрийски позиции, окопи, ходове за съобщения, телени мрежи и дълговременни отбранителни съоръжения. В книгата са представени редица сражения, включително това от нощта на 16 май 1917 г., когато срещу 9-а пехотна Плевенска дивизия настъпват 22-ра, 26-а и 30-а английски дивизии, общо с около 160 тежки и полски оръдия, 11 минохвъргачки и 440 картечници. Англичаните са изстреляли срещу българските войни за четири дни над 100 000 снаряди, но полученият резултат за тях е бил отчайващо нищожен. Дълго време това задържа английските войски от нови настъпателни операции. В някои дни, българската оръдейна стрелба е била толкова ефективна, че атакуващите неприятелски войски са застилали с труповете си нашето предпозиционно пространство. В края на книгата са дадени списъци на убити и умрели от раните си военнослужещи от полковете, сражавали се при Дойранското езеро.
През 1927 г. подполковник Недев преработва българското издание на „Дойранската Епопея“ в превод от майор Гьоцман от френската колониална пехота с подзаглавието „Les operations en Macedoine L’Epopee de Doiran 1915 – 1918 г.“ – 300 страници с 6 карти. Книгата предизвиква широк отзвук в Европа с над 50 публикации в печата на Берлин, Будапеща, Рим, Париж, Виена, Лондон, Брюксел и т.н., на които Никола Недев дава задълбочен и компетентен коментар в 20 статии, публикувани във в. ”Мир“ през януари и февруари 1928 г. Екземпляри от книгата се пазят в Британската библиотека (най-голямата книгохранителница в света), библиотеките на Конгреса на САЩ, на университетите „Йеил“, „Станфорд“ и „Мичиган“. Книгата е преиздадена през 1940 г. и през 2009 г.
През 1927 г. Никола Недев издава втората си книга „България в Световната война 1915 – 1918 г.“ – бегъл исторически преглед със следното посвещение: „Посвещавам на ония, които ще продължат делото на целокупния български народ“. Преиздадена е през 2001 г. През 1928 г. Никола Недев публикува книгата „Освобождението на София“ – ретроспекция по повод 50-годишнината от събитието, четена във Военния клуб в София. В сбита форма авторът разисква тази необикновена във военно отношение зимна операция. В четвъртата си книга „Освободителни войни – 1877 – 1878, 1885, 1912 – 1913, 1915 – 1918“ издадена през 1929 г., Никола Недев прави точен и задълбочен преглед на войните на Третата Българска държава. Без да използва специфичните пропагандни похвати на времето, авторът убедително доказва правотата на българския идеал за освобождение и обединение. Второто и третото издание на книгата са с разширен илюстративен материал и послепис от автора.

#### Военно аташе в Рим, Анкара и Атина
През март 1930 г. Никола Недев е назначен за командир на Юнкерската дружина във Военното училище в София. Същата година по предложение на началник-щаба на армията – полковник Сотир Маринков и одобрението на военния министър ген. Никола Бакърджиев, е назначен за военно аташе в Рим, Атина и Анкара едновременно, със седалище в Рим. По същото време в Рим пълномощен министър е генералът от пехотата Иван Вълков, а в Атина – Георги Кьосеиванов. Като аташе в Анкара Никола Недев във връзка с военноисторическите си интереси научава, че турското правителство е решило да се освободи от османските съдебни архиви с изтекла давност, като ги продаде на търг. Недев знае, че в тези архиви има много ценни исторически документи, свързани с българите от периода на Османското владичество. Тогавашният консул в Цариград Панчо Добрев препоръчва в София да се купят предназначените за претопяване архиви. По този начин са доставени изключително важни документи, включително съдебното дело на Левски. Никола Недев с разрешение на правителството пътува неофициално във влака за България, като придружава двата вагона с архивни материали.
След завръщането си от Рим през август 1932 г. е назначен за командир на 14-и пехотен македонски полк в Горна Джумая, където служи до 19-майския преврат от 1934 г. Новият военен министър ген. Петко Златев му нарежда да замине за Стара Загора и да поеме командването на 8-а пехотна Тунджанска дивизия. Там на 6 май 1935 г. е произведен в чин генерал-майор. През 1934 г. е назначен за началник-щаб на 1-ва военно-инспекционна област, след което през 1935 г. става началник на 4-та военно-инспекционна област. По онова време в 12-и Балкански полк в Стара Загора (в същата дивизия е и 10-и Родопски полк и 23-ти Шипченски полк – Казанлък) има уличени 40 млади бойци в комунистическа дейност. Военният прокурор иска най-суровото наказание на тези войници – смъртна присъда. Тогава ген. Недев неколкократно се среща в София с главния военен прокурор и държавния прокурор, като настоява да не се издава смъртна присъда. Той заявява, че ако войниците му бъдат осъдени на смърт, той – генералът, също ще застане до тях и ще умре с тях. И тогава целият свят ще разбере как се разстрелват 40 млади хора заради убежденията им. Смъртните присъди са отменени (сред обвиняемите е и Тачо Даскалов – по-късно председател на Народното събрание).
В края на 1935 г. ген. Недев е назначен за командващ на плевенския гарнизон – 4-та Армия. Тук в края на 1936 г. е уволнен и преминава в запаса. Назначен е за председател на Военно-историческата комисия, която длъжност заема до 1938 г. Постът му дава възможност да събира материали на написване на военно-историческа документалистика. Запасният генерал Недев поема отново поста председател на Колоездачния съюз – длъжност, която е заемал до 1930 г.

#### Министър при Георги Кьосеиванов
От 14 ноември 1938 до 23 октомври 1939 г. запасният генерал-майор Никола Недев е министър на вътрешните работи и народното здраве в правителство № 55, на Георги Кьосеиванов (трети кабинет); от 23 октомври 1939 до 15 февруари 1940 г. е министър на вътрешните работи и народното здраве в правителство № 56 на Георги Кьосеиванов (четвърти кабинет).
Периодът е наситен с бурни международни събития:
- през ноември 1936 г. Германия, Италия и Япония сключват договор за съвместна външна политика;
- на 11 март 1938 г. Германия окупира Австрия;
- на 30 септември 1938 г. според Мюнхенското споразумение Германия получава Судетската област, 6 месеца по-късно нахлува в Чехословакия;
- през април 1939 г. Италия окупира Албания;
- на 23 август 1939 г. се подписва договорът Молотов-Рибентроп, по чиято тайна клауза Германия и СССР нападат и си разделят Полша;
- на 1 септември 1939 г. избухва Втората световна война;
- кабинетът Кьосеиванов поддържа неутралитет до 15 септември 1939 г.
- на 31 юли 1938 г. е подписан Балканският пакт (Солунско споразумение), по който съседите на България се отказват от военните ограничения от Ньойския договор;
- цар Борис III разпуска Народното събрание.

През 1939 г. по настояване на Хитлер в България се предприема акция за геноцид на евреите. Генерал Недев на 2 пъти иска аудиенция при цар Борис III, пред когото настоява да не се допусне унищожаването на българските евреи, които са проливали кръвта си по бойните полета за честта на България. Недев предупреждава царя, че тази мярка е противоконституционна и ще има непредвидими последици за страната. По искане на хитлеристкия отговорник по депортирането на българските евреи Данекер гемия е трябвало да бъде потопена във Варненското пристанище с намирещите се в нея евреи. Генерал Недев се среща с министър Габровски и се застъпва пред него за евреите, с което си навлича гнева и откритите заплахи от страна на Габровски. Недев и равинът Хананел отиват при патриарха Стефан да молят за намесата на Светия синод. Никола Недев и писателят Стилиян Чилингиров правят постъпки и успяват да уредят гемията да отплава от България, без да бъде потопена.
През войната от 1 юли 1941 до 1 юли 1942 г. Недев работи като прокурист в тютюневата фирма „Такворян“.

#### След Втората световна война
След Втората световна война новите политически сили определят генерал-майор Никола Недев като родолюбив и хуманен офицер-демократ, описал във военно-историческите си трудове героизма на българския войник по бойните полета за свободата на майка България. Тази обективна оценка за генерала не е достатъчна за органите на „народно-демократичната“ власт.
В началото на март 1951 г. агентите от МВР (8-и отдел на ДС, отделение „Фашистки организации и бивши хора“), чийто министър е бил, нахлуват в дома на генерала и след щателен обиск са отнети ордените, вкл. орден „За храброст“, военните отличия в чест на службата му към България в три войни, ценни лични и семейни вещи, лична кореспонденция, мемоари, документи. Изпратен в неизвестна посока (близките му нямат вест от него 4 месеца), генералът се оказва въдворен в лагера „Белене“, където е „превъзпитаван“ от 21 септември 1951 до 20 март 1954 г. Без присъда, лишен от пенсия, подложен на физически страдания, смазан психически и унизен, генералът успява да съхрани своята вяра и дух. Между 1955 и 1959 г. е на наблюдателно дело с псевдоним „Министъра“ от страна на Държавна сигурност.
Когато след близо тригодишен каторжен труд, болен и изнемощял, успява да се прибере вкъщи, отива в храма „Св. Александър Невски“ и казва: „Отивам да благодаря на Бога, че ме спаси от този Ад и да му се помоля да прости на палачите-комунисти – те не знаят какво правят!“
На погребението на генерал Никола Недев на 28 април 1970 г., като изказва искрените си съболезнования към семейството му, главният военен прокурор казва: ”Генералът запази достойството си до края“.
През 2019 г. Никола Недев е удостоен посмъртно със сертификат „За Незабрава“, за благородната му и активна дейност за спасяването на българските евреи. Сертификатът „75 години – незабравените лица на спасението“ се връчва от Организацията на евреите в България „Шалом“ и Обединението на българските евреи в Израел „Ехуд Олей България“ на българи, допринесли за спасяването на българските евреи по време на Втората световна война.

### Кариерно развитие
Офицерски звания
- Подпоручик (15 август 1907)
- Поручик (4 септември 1910)
- Капитан (1 ноември 1913)
- Майор (1 януари 1918)
- Подполковник (30 януари 1923)
- Полковник (26 март 1928)
- Генерал-майор (6 май 1935)

Военни длъжности
- 1907 – подпоручик за взводен командир на 5-и артилерийски полк в Шумен
- 1908 – Софийски крепостен батальон
- 1910 – Софийски артилерийски арсенал
- 1911 – Софийски крепостен батальон
- 1912 – командир на 3-та батарея от лекото обсадно отделение, Софийски крепостен батальон
- 1915 – подпредседател на Военно-историческата комисия; офицер за поръчки в щаба на 8-а пехотна дивизия в Стара Загора
- 1916 – 1918 – командир на гаубична батарея във 2-ри тежък артилерийски полк; командир на батарея в 8-а пехотна Тунджанска дивизия
- 1917 – капитан, адютант, командир на група от Бреговата отбрана във Варна, командир на гаубична батарея в 9-а пехотна плевенска дивизия
- 16.06.1919 – помощник-началник на историческото отделение в щаба на армията
- 1920 – военен представител на правителството към Окупационната комисия в България по Ньойския договор
- 25.08.1923 – 13.09.1924 – командир на 18-и пехотен етърски полк
- 1924 – началник на тактическата подготовка в щаба на 1-ва пехотна дивизия в София, преподавател във Военното училище
- 1925 – началник на секция в Щаба на армията
- 1925 – 1928 – ръководител на Военното разузнаване
- 1927 – началник на щаба на 1-ва пехотна софийска дивизия
- 1930 – 1932 – военен аташе в Рим, Атина и Анкара, командир на Юнкерската дружина към Военното училище
- 1932 – 1934 – командир на 14-и пехотен македонски полк
- 1934 – командир на 8-а пехотна Тунджанска дивизия, началник на щаба на 1-ва военноиснпекционна област
- 1935 – командир на плевенския гарнизон, 4-та армия
- 1936 – в запаса

Граждански длъжности
- 14.11.1938 – 23.10.1939: министър на вътрешните работи и народното здраве в правителство № 55 на Георги Кьосеиванов (трети кабинет)
- 23.10.1939 – 15.02.1940: министър на вътрешните работи и народното здраве в правителство №56 на Георги Кьосеиванов (четвърти кабинет)
- 1936: председател на Колоездачния съюз

## Памет
На Никола Недев е наречена улица в квартал „Витоша“ в София (Карта).

## Награди
- Възпоменателен кръст „За независимостта на България 1908 година“ (1910)
- Военен орден „За храброст“ IV степен, 1 клас (1917)
- Орден „За военна заслуга“ II степен
- Царски Орден Св. Александър II степен
- Сертификат „За Незабрава“, връчен посмъртно от Организацията на евреите в България „Шалом“ и Обединението на българските евреи в Израел „Ехуд Олей България“ (2019).
- Посмъртно удостоен със званието „Почетен гражданин“ на Велико Търново (2021).

Чуждестранни
- Орден „Железен кръст“ II степен, Германска империя (1917)
- Орден „Св. св. Мавриций и Лазар“ II степен, Италия (1934)

## Други биографични данни
- Председател на Военноисторическата комисия при Министерството на войната.   1937 – 1938.
- Репресиран в Белене.   1951 – 1954.